# Реке (Німеччина)
Реке (нім. Recke) — місто в Німеччині, знаходиться в землі Північний Рейн-Вестфалія. Підпорядковується адміністративному округу Мюнстер. Входить до складу району Штайнфурт.
Площа — 53,48 км2. Населення становить 11 394 ос. (станом на 31 грудня 2020).

## Географія

### Сусідні міста та громади
Рекке межує з 5 містами / громадами:
- Іббенбюрен
- Гопстен
- Меттінген
- Фольтлаге
- Ноєнкірхен

## Галерея

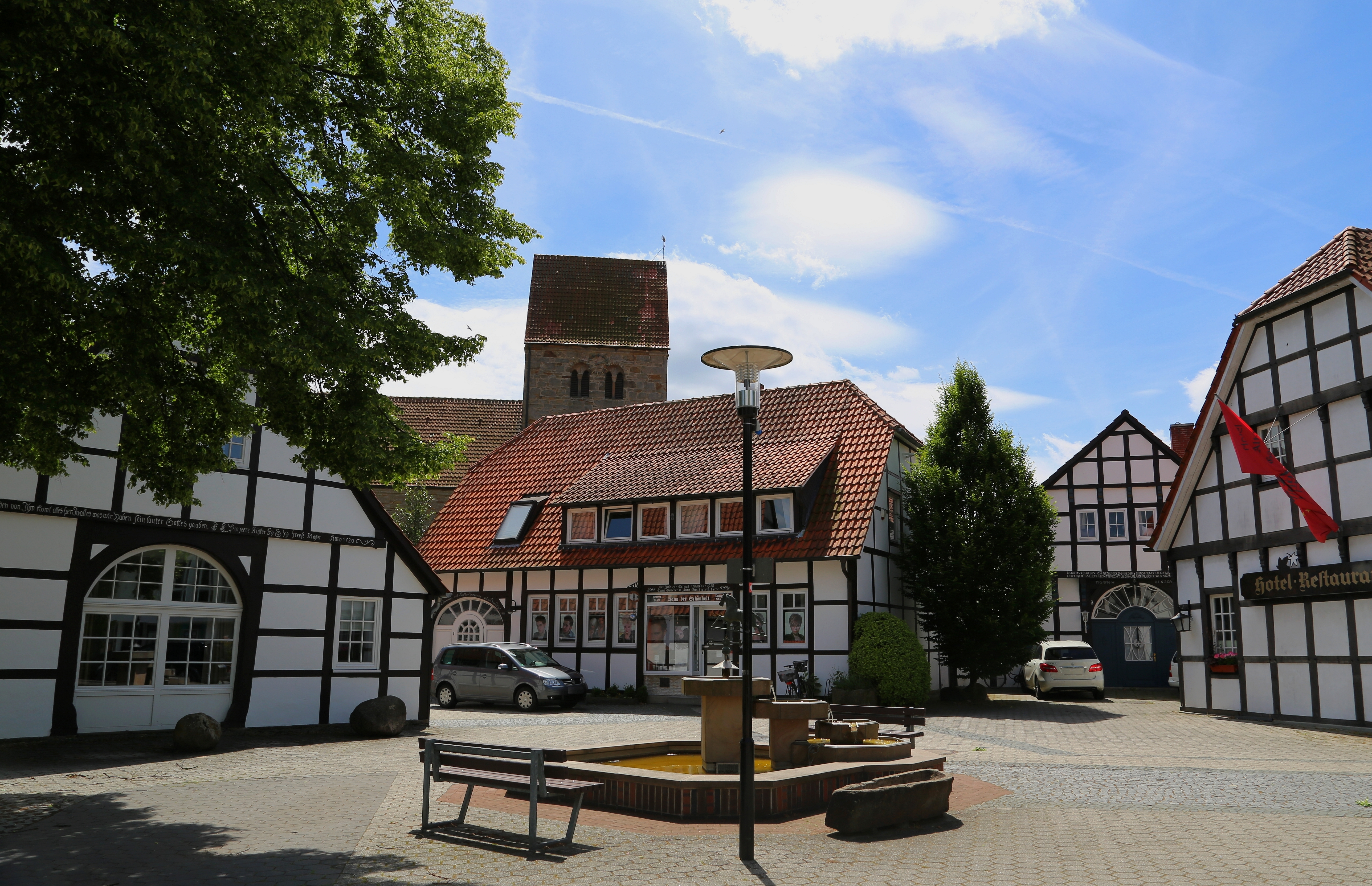
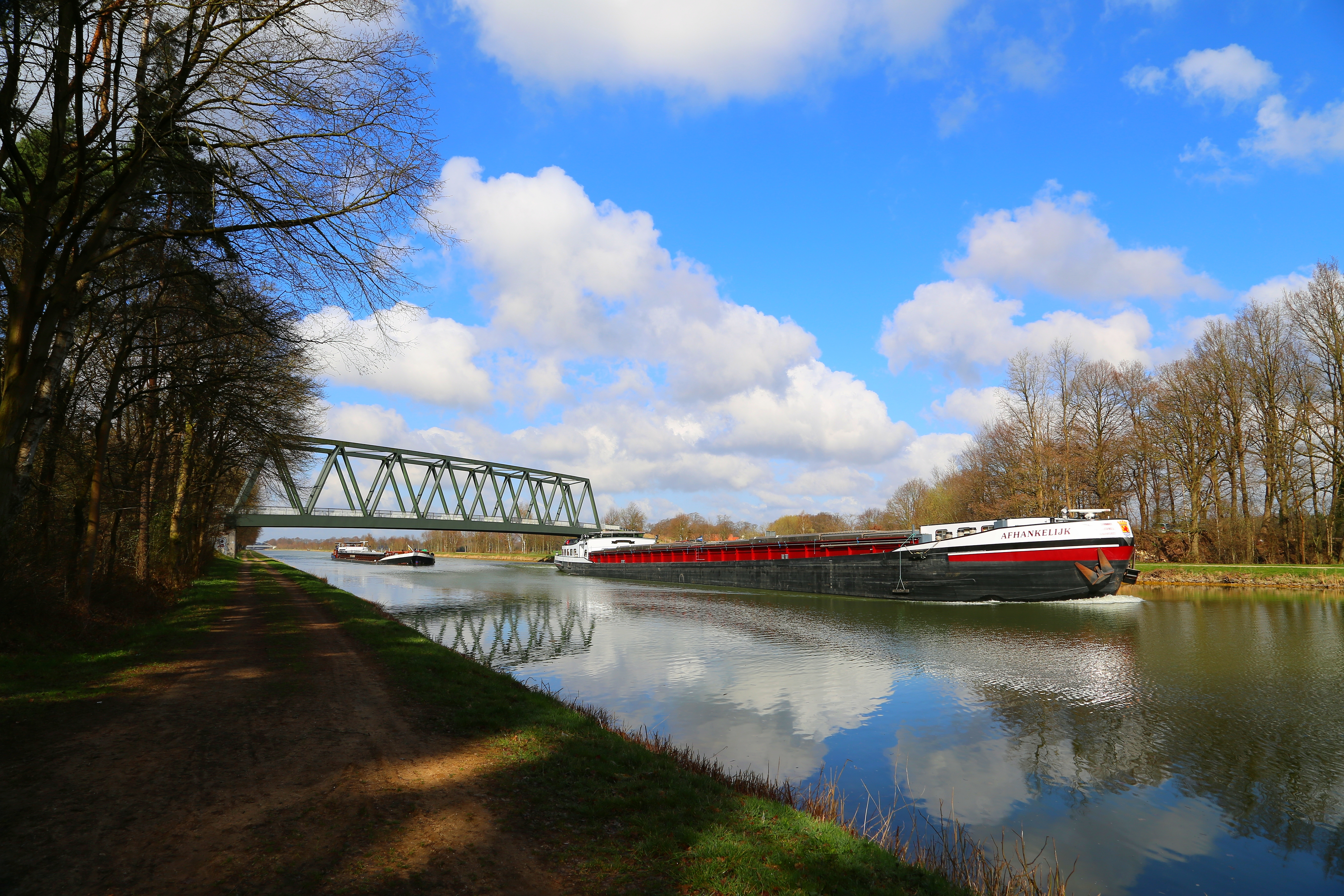
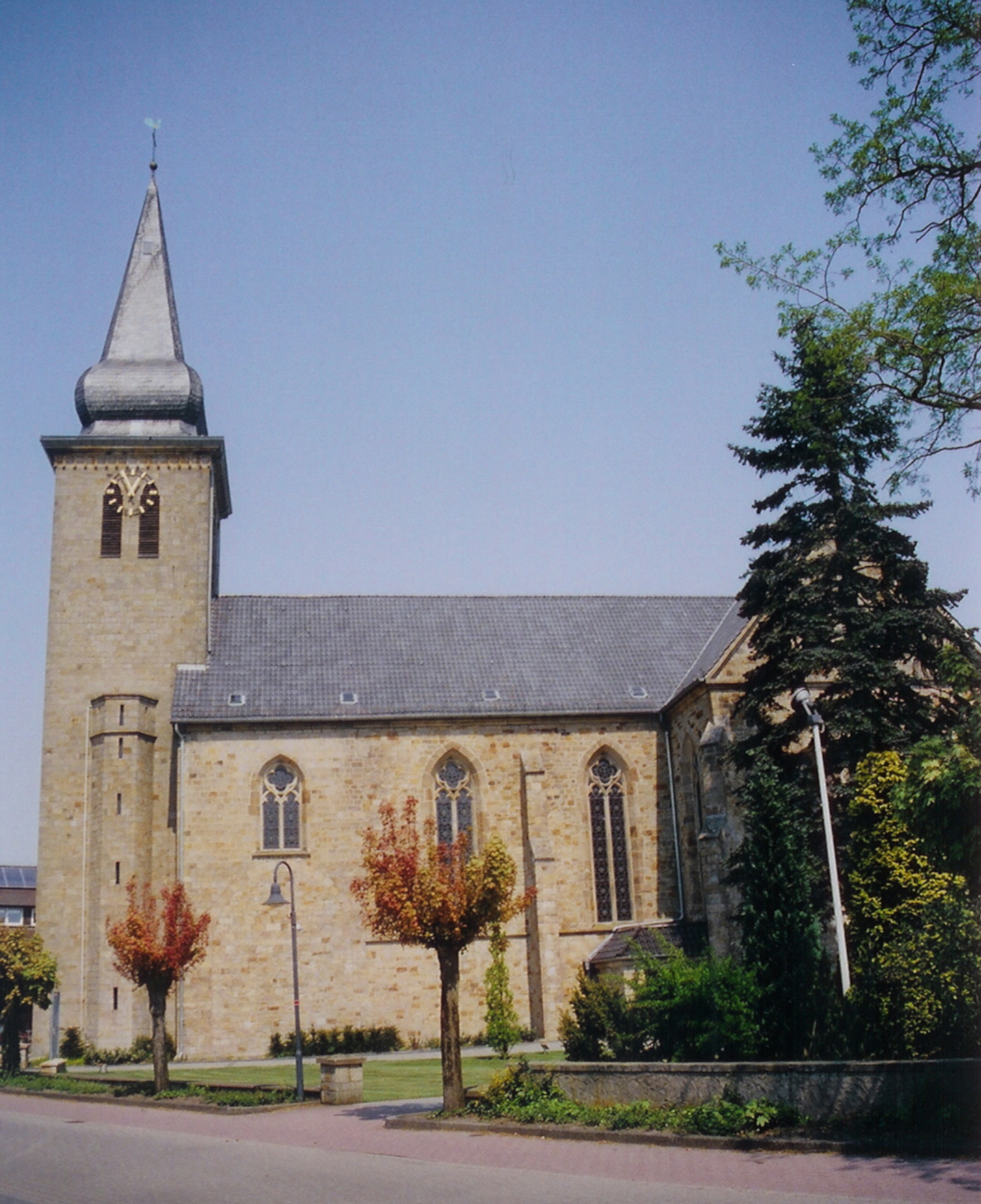
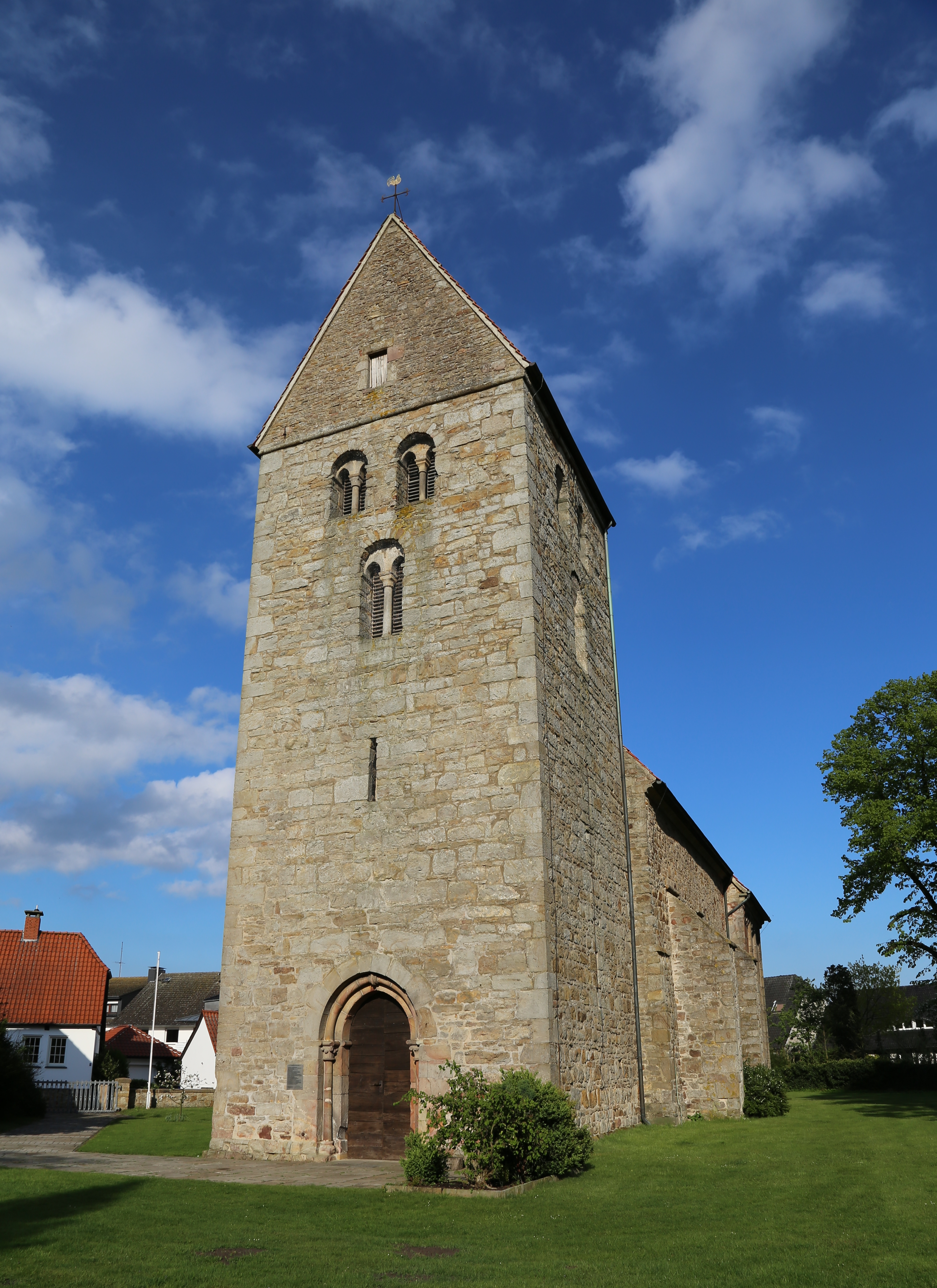
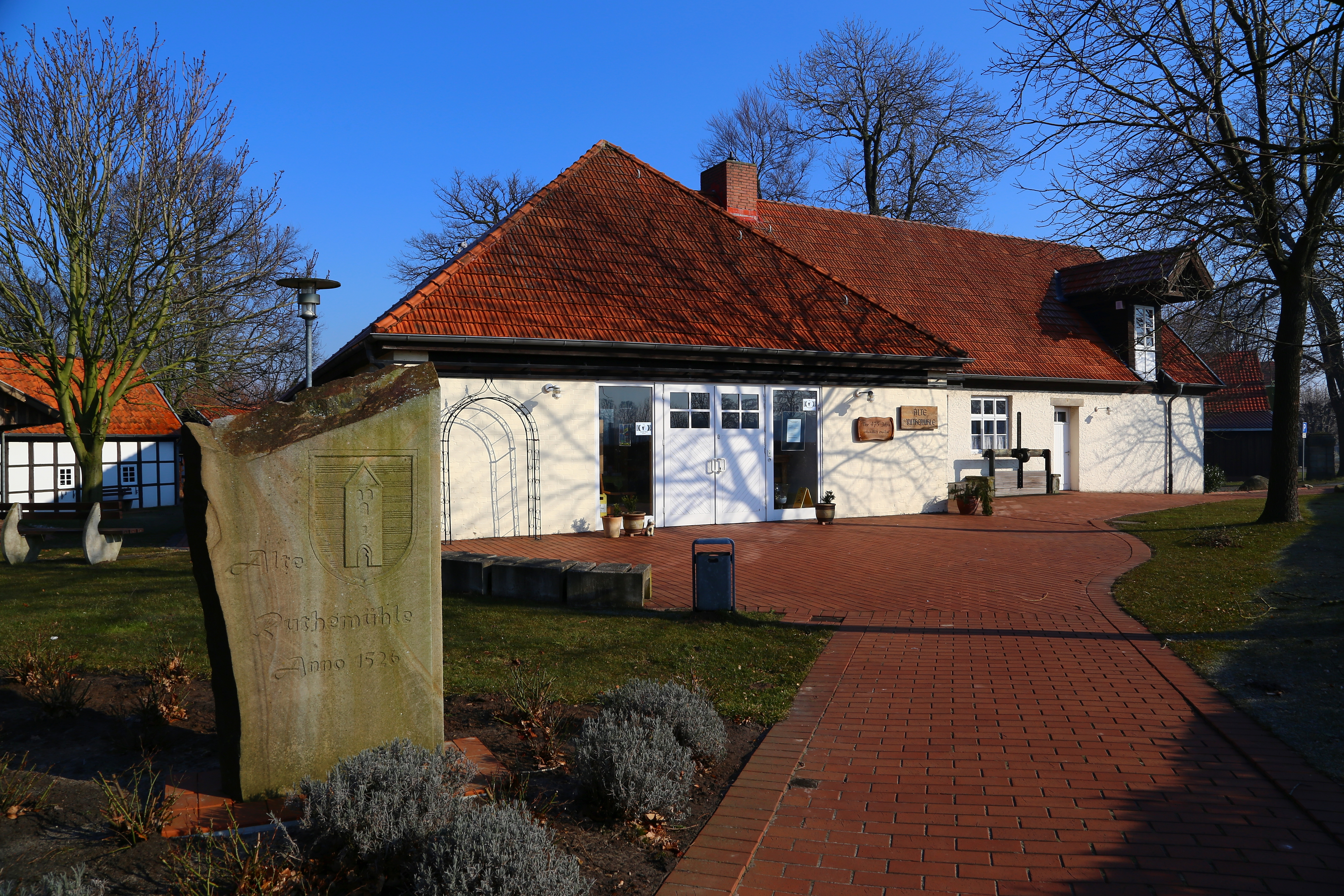
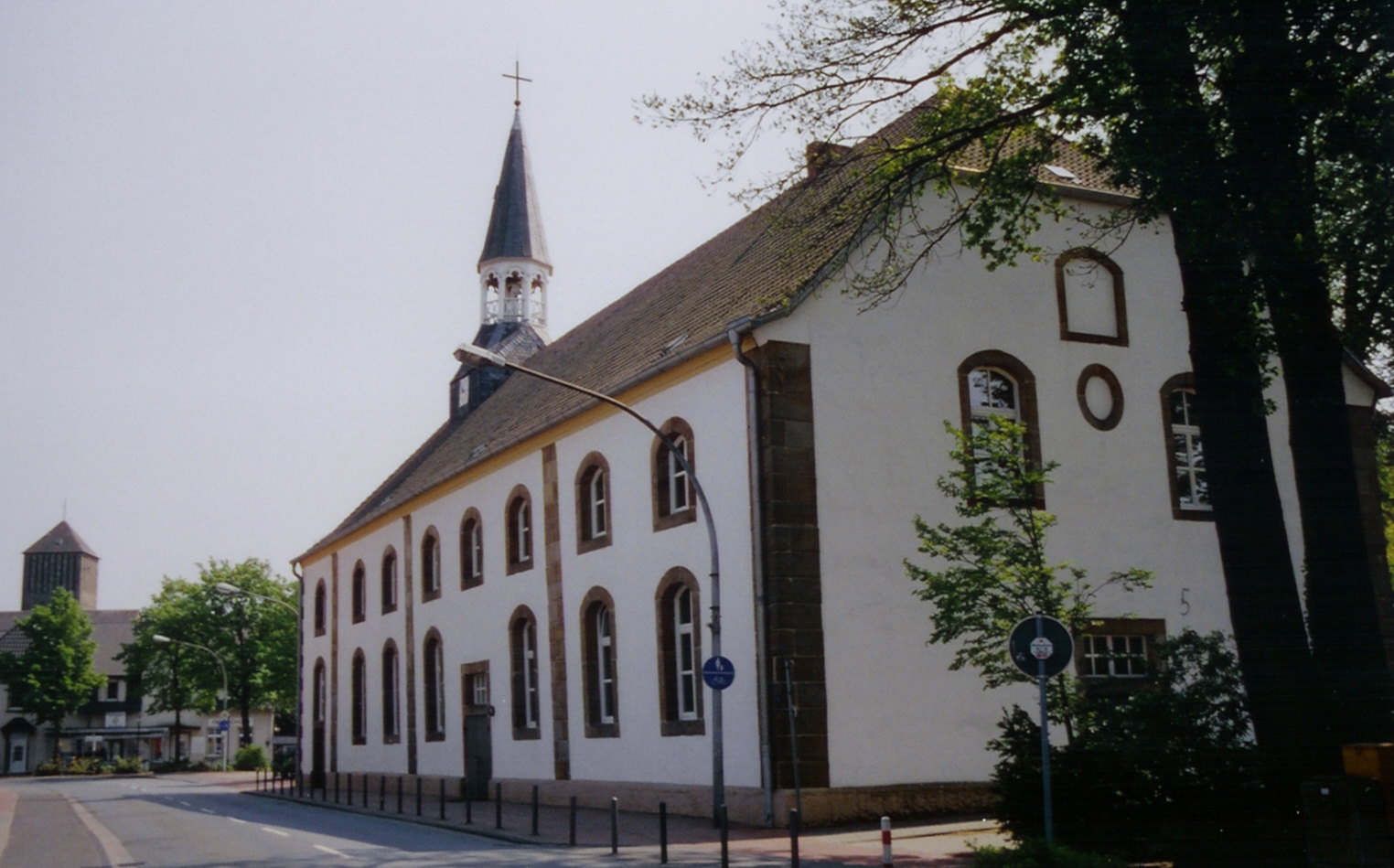